# Olvera
Olvera è un comune spagnolo di 8 589 abitanti situato nella comunità autonoma dell'Andalusia.

## Geografia fisica
Olvera è situata nell'estremo nordorientale della provincia di Cadice, sul confine con le province di Siviglia e Malaga. Quest'ultimo confine corrisponde in parte al fiume Corbones. Nella parte occidentale del comune scorre il fiume Guadalporcún.